# Moulin Rouge (film 1928)
Moulin Rouge è un film muto del 1928 diretto da Ewald André Dupont.

## Produzione
Il film fu prodotto dalla British International Pictures (BIP).

## Distribuzione
Distribuito dalla Wardour Films, il film venne presentato in prima a Londra il 22 marzo e il 21 agosto 1928 a Berlino. Negli Stati Uniti, uscì il 30 gennaio 1929 distribuito dalla Sono Art-World Wide Pictures.